# Wikstroemia leptophylla
Wikstroemia leptophylla är en tibastväxtart som beskrevs av W. W. Smith. Wikstroemia leptophylla ingår i släktet Wikstroemia och familjen tibastväxter. Utöver nominatformen finns också underarten W. l. atroviolacea.